# Technicatome
TechnicAtome (ex Areva TA, ex Technicatome) è un'azienda francese dell'industria nucleare specializzata in concezione, realizzazione, messa in servizio e mantenimento in condizioni operative di reattori nucleari compatti (in particolare per la propulsione nucleare navale), in ricerca, medicina nucleare e energia.

## Storia
La Technicatome ("Société technique pour l'énergie atomique") è creata nel 1972, attraverso l'esternalizzazione del dipartimento di Construction des Piles del Commissariat à l'énergie atomique.
Nel 1975, il dipartimento di Propulsion Nucléaire del CEA è integrato in Technicatome.
Nel dicembre 1983, è creata la "Société des participations industrielles du commissariat à l'énergie atomique" (CEA Industrie, raggruppante tutte le partecipazioni del CEA nelle attività industriali e commerciali (Cogema, Framatome, Technicatome, ecc.).
Nel 2001, le filiali di CEA Industrie (filiale del Commissariat à l'énergie atomique): Cogema, Framatome e Technicatome si fondono in una nuova società chiamata "Topco", tre mesi dopo quest'ultima è rinominata "Areva".
Nel 2006, Technicatome è rinominata "Areva TA" (per Technic Atome), le altre due filiali principali di Areva prendono i nomi di "Areva NC" (per Nuclear Cycle, ex Cogema) e "Areva NP" (per Nuclear Power, ex Framatome ANP).
Nel 2016, Areva è riorganizzata, in vista di un piano di salvataggio, ristrutturazione e cessione di filiali per evitare il fallimento; il gruppo Areva è rioganizzato in una nuova newco.
Nel 2017, nel contesto del contesto del piano di salvataggio di Areva, "Areva NP" e "Areva TA" sono cedute e ritrovano rispettivamente i loro nomi precedenti: "Framatome" [EDF (75,5%), MHI (19,5%), Assystem (5%)] e "Technicatome" [APE (50,32%), CEA (20,32%), Naval Group (20,32%) e EDF (9,03%)].
Nel 2018, Areva e "Areva NC" (quest'ultima rimasta nel gruppo Areva) sono rinominate rispettivamente Orano e Orano Cycle.

## Attività

### Nucleare militare
Reattori nucleari per la propulsione nucleare navale
- 4 reattori a terra : PAT (Prototype A Terre), CAP (Chaufferie avancée prototype) , RNG (Réacteur de nouvelle génération), RES (Réacteur d'essais à terre)
- 6 reattori PWR per gli SNLE della classe Le Redoutable
- 6 reattori PWR (tipo K48) per gli SNA della classe Rubis
- 4 reattori PWR (tipo K15) per gli SNLE della classe Le Triomphant
- 2 reattori PWR (tipo K15) per la portaerei Charles de Gaulle
- 6 reattori (in costruzione) PWR (tipo K15) per gli SNA della classe Suffren
- reattori (in progettazione) PWR per gli SNLE di III generazione

### Nucleare civile
Reattori nucleari di ricerca e servizi per l'industria nucleare civile
- Reattore Osysris al CEA Saclay
- Siwabessy MPR30 (Indonesia)
- Maâmora al CNESTEN (Marocco)
- Reattore MYRRHA (Multipurpose hYbrid Research Reactor for High-tech Applications) al SCK•CEN (Belgio)
- Reattore Cabri a Cadarache
- Reattore Phébus a Cadarache
- FRMII all'Università tecnica di Monaco (Germania)
- Reattore Orphée al CEA Saclay
- Reattore Jules Horowitz a Cadarache
- Centre de Stockage de l'Aube
- Smantellamento dell'Usine d'extraction du plutonium di Marcoule
- Laboratoire Maurice Tubiana (LMT) a Bessines-sur-Gartemp
- Projet La Hague
- Reattore Osirak (Iraq, copia di Osysris, distrutto nell'Operazione Babilonia)

### Altre attività
Technicatome, anche attraverso la filiale ARCYS (detenuta al 51%, il rimanente 49% è in capo a Framatome), partecipa alla realizzazione di equipaggiamenti e sistemi elettronici per i trasporti, come gli equipaggiamenti di alcune metropolitane; il sistema di guida automatico delle Linee A e B della metropolitana di Lione in test dal 2010 è realizzato da Areva TA. La società equipaggia anche i treni MF 01 e ha realizzato il sistema di comando e controllo dei treni OCTYS della metropolitana di Parigi.